# China Open 2019 - Qualificazioni singolare femminile
Le qualificazioni del singolare femminile del China Open 2019 sono state un torneo di tennis preliminare per accedere alla fase finale della manifestazione. Le vincitrici dell'ultimo turno sono entrate di diritto nel tabellone principale. In caso di ritiro di una o più giocatrici aventi diritto a queste sono subentrati le lucky loser, ossia le giocatrici che hanno perso nell'ultimo turno ma che avevano una classifica più alta rispetto alle altre partecipanti che avevano comunque perso nel turno finale.

## Teste di serie
1. Magda Linette (qualificata)
2. Rebecca Peterson (qualificata)
3. Ons Jabeur (primo turno)
4. Marie Bouzková (ultimo turno, ritirata)
5. Lauren Davis (qualificata)
6. Anna Blinkova (qualificata)
7. Tamara Zidanšek (ultimo turno)
8. Jennifer Brady (qualificata)

1. Anastasija Potapova (ultimo turno)
2. Misaki Doi (ultimo turno)
3. Kateryna Kozlova (ultimo turno)
4. Zarina Dijas (ultimo turno)
5. Kristýna Plíšková (ritirata, in gara al Tashkent Open)
6. Bernarda Pera (qualificata)
7. Andrea Petković (qualificata)
8. Paula Badosa (primo turno)

## Qualificate
1. Magda Linette
2. Rebecca Peterson
3. Bernarda Pera
4. Andrea Petković

1. Lauren Davis
2. Anna Blinkova
3. Christina McHale
4. Jennifer Brady

## Tabellone

### Legenda
| - Q = Qualificato - WC = Wild card - LL = Lucky loser | - ALT = Alternate - SE = Special Exempt - PR = Protected Ranking | - w/o = Walkover - r = Ritirato - d = Squalificato |

### Sezione 1
|  | Primo turno | Primo turno    | Primo turno    | Primo turno | Primo turno |  |  | Ultimo turno | Ultimo turno   | Ultimo turno   | Ultimo turno | Ultimo turno |  |
|  |             |                |                |             |             |  |  |              |                |                |              |              |  |
|  | 1           | Magda Linette  | Magda Linette  | 6           | 6           |  |  |              |                |                |              |              |  |
|  |             | Kristie Ahn    | Kristie Ahn    | 2           | 1           |  |  | 1            | Magda Linette  | Magda Linette  | 6            | 6            |  |
|  |             | Heather Watson | Heather Watson | 6           | 6           |  |  |              | Heather Watson | Heather Watson | 2            | 1            |  |
|  | 16          | Paula Badosa   | Paula Badosa   | 3           | 4           |  |  |              |                |                |              |              |  |

### Sezione 2
|  | Primo turno | Primo turno      | Primo turno      | Primo turno | Primo turno |  |  | Ultimo turno | Ultimo turno     | Ultimo turno | Ultimo turno | Ultimo turno |  |
|  |             |                  |                  |             |             |  |  |              |                  |              |              |              |  |
|  | 2           | Rebecca Peterson | Rebecca Peterson | 7           | 6           |  |  |              |                  |              |              |              |  |
|  |             | Xun Fangying     | Xun Fangying     | 64          | 3           |  |  | 2            | Rebecca Peterson | 6            | 63           | 6            |  |
|  |             | Nicole Gibbs     | 2                | 6           | 2           |  |  | 10           | Misaki Doi       | 1            | 7            | 2            |  |
|  | 10          | Misaki Doi       | 6                | 3           | 6           |  |  |              |                  |              |              |              |  |

### Sezione 3
|  | Primo turno | Primo turno   | Primo turno   | Primo turno | Primo turno |  |  | Ultimo turno | Ultimo turno  | Ultimo turno  | Ultimo turno | Ultimo turno |  |
|  |             |               |               |             |             |  |  |              |               |               |              |              |  |
|  | 3           | Ons Jabeur    | Ons Jabeur    | 4           | 3           |  |  |              |               |               |              |              |  |
|  |             | Yuan Yue      | Yuan Yue      | 6           | 6           |  |  |              | Yuan Yue      | Yuan Yue      | 2            | 1            |  |
|  | WC          | Ma Shuyue     | Ma Shuyue     | 4           | 2           |  |  | 14           | Bernarda Pera | Bernarda Pera | 6            | 6            |  |
|  | 14          | Bernarda Pera | Bernarda Pera | 6           | 6           |  |  |              |               |               |              |              |  |

### Sezione 4
|  | Primo turno | Primo turno     | Primo turno     | Primo turno | Primo turno |  |  | Ultimo turno | Ultimo turno    | Ultimo turno    | Ultimo turno | Ultimo turno |  |
|  |             |                 |                 |             |             |  |  |              |                 |                 |              |              |  |
|  | 4           | Marie Bouzková  | 4               | 6           | 6           |  |  |              |                 |                 |              |              |  |
|  | Alt         | Zhang Yuxuan    | 6               | 4           | 4           |  |  | 4            | Marie Bouzková  | Marie Bouzková  | 5            | 1r           |  |
|  |             | Han Xinyun      | Han Xinyun      | 1           | 1           |  |  | 15           | Andrea Petković | Andrea Petković | 7            | 2            |  |
|  | 15          | Andrea Petković | Andrea Petković | 6           | 6           |  |  |              |                 |                 |              |              |  |

### Sezione 5
|  | Primo turno | Primo turno         | Primo turno         | Primo turno | Primo turno |  |  | Ultimo turno | Ultimo turno        | Ultimo turno        | Ultimo turno | Ultimo turno |  |
|  |             |                     |                     |             |             |  |  |              |                     |                     |              |              |  |
|  | 5           | Lauren Davis        | 6                   | 4           | 6           |  |  |              |                     |                     |              |              |  |
|  |             | Monica Niculescu    | 3                   | 6           | 4           |  |  | 5            | Lauren Davis        | Lauren Davis        | 6            | 6            |  |
|  |             | Astra Sharma        | Astra Sharma        | 4           | 3           |  |  | 9            | Anastasija Potapova | Anastasija Potapova | 2            | 1            |  |
|  | 9           | Anastasija Potapova | Anastasija Potapova | 6           | 6           |  |  |              |                     |                     |              |              |  |

### Sezione 6
|  | Primo turno | Primo turno   | Primo turno   | Primo turno | Primo turno |  |  | Ultimo turno | Ultimo turno  | Ultimo turno  | Ultimo turno | Ultimo turno |  |
|  |             |               |               |             |             |  |  |              |               |               |              |              |  |
|  | 6           | Anna Blinkova | Anna Blinkova | 6           | 6           |  |  |              |               |               |              |              |  |
|  |             | Zhu Lin       | Zhu Lin       | 4           | 2           |  |  | 6            | Anna Blinkova | Anna Blinkova | 6            | 7            |  |
|  |             | Tímea Babos   | Tímea Babos   | 1           | 4           |  |  | 12           | Zarina Dijas  | Zarina Dijas  | 2            | 5            |  |
|  | 12          | Zarina Dijas  | Zarina Dijas  | 6           | 6           |  |  |              |               |               |              |              |  |

### Sezione 7
|  | Primo turno | Primo turno      | Primo turno      | Primo turno | Primo turno |  |  | Ultimo turno | Ultimo turno     | Ultimo turno     | Ultimo turno | Ultimo turno |  |
|  |             |                  |                  |             |             |  |  |              |                  |                  |              |              |  |
|  | 7           | Tamara Zidanšek  | 6                | 4           | 7           |  |  |              |                  |                  |              |              |  |
|  |             | Samantha Stosur  | 2                | 6           | 6(1)        |  |  | 7            | Tamara Zidanšek  | Tamara Zidanšek  | 5            | 67           |  |
|  |             | Christina McHale | Christina McHale | 6           | 6           |  |  |              | Christina McHale | Christina McHale | 7            | 7            |  |
|  | Alt         | You Xiaodi       | You Xiaodi       | 3           | 0           |  |  |              |                  |                  |              |              |  |

### Sezione 8
|  | Primo turno | Primo turno      | Primo turno      | Primo turno | Primo turno |  |  | Ultimo turno | Ultimo turno     | Ultimo turno | Ultimo turno | Ultimo turno |  |
|  |             |                  |                  |             |             |  |  |              |                  |              |              |              |  |
|  | 8           | Jennifer Brady   | Jennifer Brady   | 6           | 6           |  |  |              |                  |              |              |              |  |
|  |             | Xu Shilin        | Xu Shilin        | 0           | 3           |  |  | 8            | Jennifer Brady   | 6            | 4            | 6            |  |
|  |             | Gao Xinyu        | Gao Xinyu        | 3           | 1           |  |  | 11           | Kateryna Kozlova | 2            | 6            | 4            |  |
|  | 11          | Kateryna Kozlova | Kateryna Kozlova | 6           | 6           |  |  |              |                  |              |              |              |  |